# Gerdshagen
Gerdshagen ist eine Gemeinde im Amt Meyenburg (Landkreis Prignitz) in Brandenburg (Deutschland).

## Geografie
Durch Gerdshagen fließt die Kümmernitz, einer der Zuläufe der Dömnitz. Durch Anstauung dieses Bachlaufes entstand in den 1990er Jahren der Preddöhler Stausee zwischen den Gemeinden Gerdshagen und Preddöhl.

## Gemeindegliederung
Der Ort besteht neben Gerdshagen aus den Gemeindeteilen Giesenhagen (mit Wohnplatz Neu Giesenhagen), Rapshagen und Struck.

## Geschichte
Gerdshagen gehörte seit 1817 zum Kreis Ostprignitz in der Provinz Brandenburg und ab 1952 zum Kreis Pritzwalk im DDR-Bezirk Potsdam. Seit 1993 liegt die Gemeinde im brandenburgischen Landkreis Prignitz.
1925 wurde Giesenhagen und 1974 Rapshagen nach Gerdshagen eingemeindet.
Mit der Zweiten Verordnung zur Aufhebung von Exklaven im Land Brandenburg erfolgte zum 1. Juli 2000 die Eingliederung der bis dahin zu Meyenburg gehörigen Gemarkung Struck und der zu Halenbeck gehörigen Gemarkung Schwarze Kampe nach Gerdshagen.

## Bevölkerungsentwicklung
| Jahr | Einwohner |
| ---- | --------- |
| 1875 | 111       |
| 1890 | 103       |
| 1910 | 149       |
| 1925 | 295       |
| 1933 | 262       |
| 1939 | 237       |

| Jahr | Einwohner |
| ---- | --------- |
| 1946 | 534       |
| 1950 | 543       |
| 1964 | 537       |
| 1971 | 553       |
| 1981 | 642       |
| 1985 | 612       |

| Jahr | Einwohner |
| ---- | --------- |
| 1990 | 626       |
| 1995 | 669       |
| 2000 | 651       |
| 2005 | 612       |
| 2010 | 535       |
| 2015 | 505       |

| Jahr | Einwohner |
| ---- | --------- |
| 2019 | 502       |
| 2020 | 484       |
| 2021 | 467       |
| 2022 | 455       |
| 2023 | 454       |
| 2024 | 445       |

Gebietsstand des jeweiligen Jahres, Einwohnerzahl: Stand 31. Dezember (ab 1991), ab 2011 auf Basis des Zensus 2011, seit 2022 auf Basis des Zensus 2022

## Politik

### Gemeindevertretung
Die Gemeindevertretung von Gerdshagen besteht aus acht Gemeindevertretern und dem ehrenamtlichen Bürgermeister. Die Kommunalwahl am 26. Mai 2019 führte zu folgendem Ergebnis:
| Wählergruppe                        | Stimmenanteil | Sitze |
| ----------------------------------- | ------------- | ----- |
| Freie Wählergemeinschaft Gerdshagen | 100 %         | 8     |

### Bürgermeister
- 1998–2003: Gottfried Spitzner[8]
- 2003–2008: Thomas Zellmer[9]
- 2008–2016: Brunhilde Müller[10]
- seit 2016: Robert Gemmel[11][12]

Gemmel wurde in der Bürgermeisterwahl am 9. Juni 2024 ohne Gegenkandidat mit 69,7 % der gültigen Stimmen für eine weitere Amtszeit von fünf Jahren gewählt.

### Partnerschaften
Seit dem 3. Oktober 1990 besteht eine Partnerschaft mit der Gemeinde Schieren in Schleswig-Holstein.

## Sehenswürdigkeiten
In der Liste der Baudenkmale in Gerdshagen stehen die in der Denkmalliste des Landes Brandenburg eingetragenen Baudenkmale.

## Verkehr
Gerdshagen liegt an der Bundesstraße 103 zwischen Meyenburg und Pritzwalk. Die Bundesautobahn 24 Berlin-Hamburg mit der Anschlussstelle Meyenburg verläuft über das Gemeindegebiet.
Der nächstgelegene Bahnhof ist Brügge (Prign) an der Bahnstrecke Neustadt–Meyenburg. Er wird von der Regionalbahnlinie RB 74 Pritzwalk–Meyenburg bedient.